# Austrocylindropuntia cylindrica
Austrocylindropuntia cylindrica ist eine Pflanzenart in der Gattung Austrocylindropuntia aus der Familie der Kakteengewächse (Cactaceae). Das Artepitheton cylindrica leitet sich vom lateinischen Wort cylindricus für ‚zylinderförmig‘ ab und verweist auf die Form der Triebe der Art.

## Beschreibung
Austrocylindropuntia cylindrica wächst strauchig oder baumförmig, ist locker bis dicht verzweigt und erreicht Wuchshöhen von bis zu 4 Meter und mehr. Die nicht brüchigen, dunkelgrünen Triebabschnitte erscheinen seitlich aus älteren Trieben. Sie sind auffallend spiralförmig rhomboid gehöckert und bis zu 25 Zentimeter und mehr lang. Aus den darauf befindlichen Areolen entspringen schwache, unauffällige Glochiden von 1 bis 2 Millimeter Länge. Die Blattrudimente sind pfriemlich und bis zu 10 Millimeter lang. Es sind zwei bis sechs (selten bis acht) Dornen vorhanden. Sie sind abstehend, gerade, drehrund oder etwas abgeflacht und manchmal leicht flaumhaarig. Ihre Länge beträgt etwa 1 Zentimeter, selten auch bis zu 3 Zentimeter.
Die roten Blüten sind 5 bis 7 Zentimeter lang. Das verlängerte Perikarpell ist zur Basis hin mit Areolen besetzt, die Glochiden tragen. Gelegentlich ist es behaart. Die ellipsoiden bis urnenförmigen Früchte sind bis zu 9 Zentimeter lang.

## Verbreitung, Systematik und Gefährdung
Austrocylindropuntia cylindrica ist im Hochland von Zentral-Ecuador sowie in der peruanischen Region Piura in Höhenlagen von bis zu 3500 Metern verbreitet.
Die Erstbeschreibung als Cactus cylindricus durch Jean-Baptiste de Lamarck wurde 1785 veröffentlicht. Curt Backeberg stellte die Art 1942 in die Gattung Austrocylindropuntia. Weitere nomenklatorische Synonyme sind Cereus cylindricus (Lam.) Haw. (1812), Opuntia cylindrica (Lam.) DC. (1828), Cylindropuntia cylindrica (Lam.) F.M.Knuth (1930) und Maihueniopsis cylindrica (Lam.) R.Kiesling (1998).
In der Roten Liste gefährdeter Arten der IUCN wird die Art als „Near Threatened (NT)“, d. h. als gering gefährdet geführt.

## Nachweise